# Bahinia
Genre
Espèce
Bahinia est un genre éteint de primates anthropoïdes ayant vécu au Bartonien, il y a environ 41 à 37 Ma (millions d'années).
L'espèce Bahinia pondaungensis a été découverte en 1999 dans le Pondaung (Myanmar) par le paléontologue français Jean-Jacques Jaeger. Elle est plus archaïque que ses contemporains Pondaungidae : sa denture évoque plutôt un fossile de –57 Ma. Elle appartiendrait à la famille des Éosimiidés, l'une des plus anciennes du clade des Anthropoidea. L'origine de ce clade conduisant aux humains se situerait ainsi en Asie et pourrait remonter à environ –55 Ma. « L'origine et l'évolution de l'homme ne peuvent plus être considérées comme exclusivement africaines [...] Cela signifie que nos lointains ancêtres sont arrivés en Afrique il y a au moins 39 millions d'années, très probablement d'Asie », selon le professeur Jaeger,.
Eosimias paukkaungensis est considéré comme un synonyme de Bahinia pondaungensis.
Une nouvelle espèce, Bahinia banyueae, a été découverte dans l'Oligocène inférieur de la province du Yunan (Chine) en 2016.